# Elecciones estatales de Perak de 2008
Las elecciones estatales de Perak de 2008 se realizaron el 8 de marzo del mencionado año, al mismo tiempo que las duodécimas elecciones federles para el Dewan Rakyat, con el objetivo de renovar los 59 escaños de la Asamblea Legislativa Estatal, que a su vez investiría a un Menteri Besar (Ministro Principal) para el período 2008-2013.
Estos comicios tuvieron un carácter histórico, ya que el Pakatan Rakyat (Pacto Popular), coalición tripartita del Partido de Acción Democrática, el Partido de la Justicia Popular, y el Partido Islámico de Malasia, logró una estrecha y sorpresiva victoria con el 51.09% del voto popular y 31 de los 59 escaños estatales. Aunque fue la más estrecha de las cinco victorias estatales obtenidas por el Pakatan Rakyat y que caracterizaron la jornada electoral, la victoria perakí también significó una gran cantidad de pérdidas para el Barisan Nasional (Frente Nacional), oficialista a nivel federal y en Perak en particular desde la independencia de Malasia, que pasó a obtener el 46.12% de los votos y 28 escaños, con una gran cantidad de dirigentes partidarios saliendo derrotados en circunscripciones anteriormente hegemonizadas.
En el caso de Perak, el período postelectoral a día de hoy continúa siendo controvertido. El Partido de Acción Democrática fue el partido del PR con más votos y escaños, y se esperaba que formara gobierno. Sin embargo, la constitución estatal perakí exige que el Menteri Besar sea un malayo étnico de religión musulmana, y el DAP es un partido secular compuesto mayoritariamente por chinos. Un apartado constitucional establece que el monarca con apoyo de la Asamblea puede designar a un Menteri Besar no musulmán y no malayo. Por tanto, el Sultán Nazrin Shah recibió candidatos propuestos por los tres partidos (DAP, PKR y PAS) para que eligiera al nuevo Menteri Besar. De este modo, Mohamad Nizar Jamaluddin, del Partido Islámico de Malasia, fue designado como jefe de gobierno.
Un año después de los comicios, estalló una crisis constitucional cuando varios miembros del Pakatan Rakyat desertaron al Barisan Nasional y Zambry Abdul Kadir fue declarado nuevo Menteri Besar por el Sultán sin haberse realizado previamente una moción de censura o una elección anticipada. El 11 de mayo de 2009, el Tribunal Superior de Kuala Lumpur dictaminó que el Sultán no podía remover constitucionalmente a Nizar de su cargo, y que Nizar siempre había sido el legítimo Menteri Besar. Nizar anunció su intención de reunirse de inmediato con el Sultán para solicitar la disolución de la asamblea estatal y la convocatoria a comicios anticipados, mientras que Zambry Abdul Kadir, el intencionado Barisan Menteri Besar, declaró que abandonaría la secretaría estatal lo antes posible. Sin embargo, Nizar finalmente perdió el proceso legal cuando, en febrero de 2010, el Tribunal Federal dictaminó que Zambry era el Menteri Besar legítimo.

## Resultados
|  | 21.75 % |

|  | 30.50 % |

|  | 15.62 % |

|  | 10.20 % |

|  | 13.71 % |

|  | 11.90 % |

|  | 51.09 % |

|  | 52.50 % |

|  | 28.12 % |

|  | 45.80 % |

|  | 11.35 % |

|  | 1.70 % |

|  | 3.18 % |

|  | 0.00 % |

|  | 2.79 % |

|  | 0.00 % |

|  | 0.66 % |

|  | 0.00 % |

|  | 46.12 % |

|  | 47.50 % |

|  | 1.79 % |

|  | 0.00 % |

|  | 97.75 % |

|  | 2.25 % |

|  | 100.00 % |

|  | 74.18 % |